# Opiate (EP)
Opiate ist das am 10. März 1992 erschienene Erstlingswerk der Band Tool. Die EP erreichte im Zuge der Erfolge der nachfolgenden Alben Goldstatus.

## Entstehungsgeschichte
Nachdem Zoo Entertainment Tool unter Vertrag genommen hatte, sollte so schnell wie möglich die erste Veröffentlichung erfolgen. Darauf sollten möglichst die „harten Sachen“ von Tool vertreten sein, und die Band setzte dies um. Auf der EP befinden sich vier im Sound City Studio aufgenommene Stücke sowie zwei Live-Aufnahmen. Diese wurden Silvester 1991/92 in dem Loft aufgenommen, in dem die ebenfalls bei Zoo Entertainment unter Vertrag stehenden Green Jellÿ wohnten. Im Booklet der EP wird es als Jellö Loft, Hollywood, CA, benannt.

## Veröffentlichung
Die EP erschien am 10. März 1992, später wurden Hush und Opiate als Singles ausgekoppelt. Zu Hush wurde ein Musikvideo gedreht, der die Bandmitglieder nackt zeigt. Über den primären Geschlechtsorganen und den Hintern befinden sich Schilder mit der Aufschrift „Parental Advisory: Explicit Parts“. Zusätzlich sind die Münder zugeklebt. Anlässlich des 21-jährigen Jubiläums der EP erschien 2013 eine auf 5.000 Exemplare limitierte Neufassung mit überarbeitetem Cover.

## Musik und Texte
Die Musik wird als schleppend bezeichnet und weist neben Heavy Metal Einflüsse aus dem Grunge, Hardcore Punk und Progressive Rock auf. Zwar sei die Musik noch etwas ungeordnet, zeige aber insbesondere mit den Studiotracks Sweat und Opiate die später für den Sound der Band so charakteristischen Elemente. Die Texte handeln davon, wie der Mensch mit Schmerz und Leid umgeht. Hush handelt von Zensur und politischer Korrektheit und Part of Me thematisiert Masturbation und gilt als Vorlage für spätere Stücke wie Stinkfist.

## Titelliste
1. Sweat – 3:46
2. Hush – 2:48
3. Part of Me – 3:17
4. Cold and Ugly (live) – 4:09
5. Jerk-Off (live) – 4:23
6. Opiate – 5:26

The Gaping Lotus Experience ist als Hidden Track auf der CD-Version des Albums zu finden. Das Stück erscheint nach dem sechsten Lied Opiate ab 6:06, was als Anspielung auf die Zahl des Tieres zu verstehen ist. Auch auf der Vinyl-Version ist das Lied zwischen den Rillen von Cold and Ugly versteckt.